# Beccariella queenslandica
Planchonella queenslandica là một loài thực vật có hoa trong họ Hồng xiêm. Loài này được (P.Royen) Aubrév. mô tả khoa học đầu tiên năm 1963.